# Aphidius tanacetarius
Aphidius tanacetarius är en stekelart som beskrevs av Mackauer 1962. Aphidius tanacetarius ingår i släktet Aphidius och familjen bracksteklar. Arten är reproducerande i Sverige. Inga underarter finns listade i Catalogue of Life.